# Gairethinx
Gairethinx era uma instituição lombarda, peculiar ao direito daquele povo; originalmente designando a cerimônia durante a qual dava-se cumprimento à lei civil, e eram efetuadas transferências de posse (como heranças), gradualmente o termo passou a ser usado para se referir ao evento durante o qual éditos e leis eram confirmados pelo exército (que manifestava sua aprovação através do ruído feito com os escudos e lanças).
Eventualmente o termo passou a referir-se à assembleia realizada pelo próprio povo (o Concilum mencionado por Tácito em sua De origine et situ Germanorum, e César no De bello gallico), mais especificamente pelos homens capazes de portar armas, que, entre os povos germânicos, era quem decidia as eleições do rei e deliberava sobre as escolhas políticas, diplomáticas, legislativas e judiciárias mais importantes. Depositários da Cawarfidae, as leis tradicionais daquele povo, os gairethinx não eram espaços plenamente democráticos, semelhante a um parlamento moderno, mas sim uma arena onde os duques faziam valer sua própria autoridade.
Etimologicamente, o termo gairethinx refere-se à lança utilizada como contrato de herança, transferido de maneira solene para o herdeiro durante a cerimônia original. Ger, no germânico antigo significaria "lança", e thinx, "corte popular", instituição paralela à Ting dos viquingues e dos anglo-saxões e à Althing da Islândia.